# Piedras Blancas Rookery

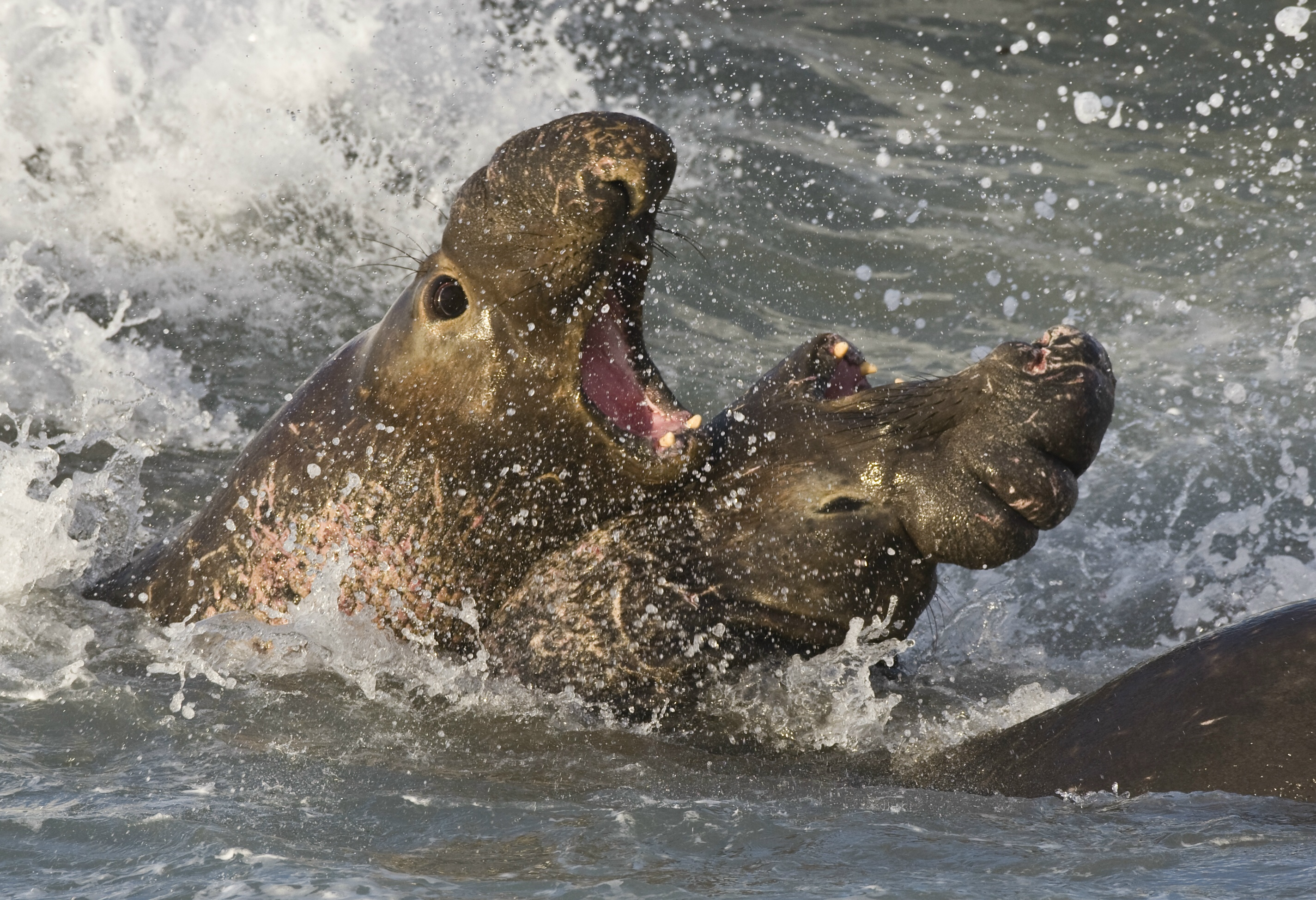
Kämpfende See-Elefantenbullen bei Piedras Blancas

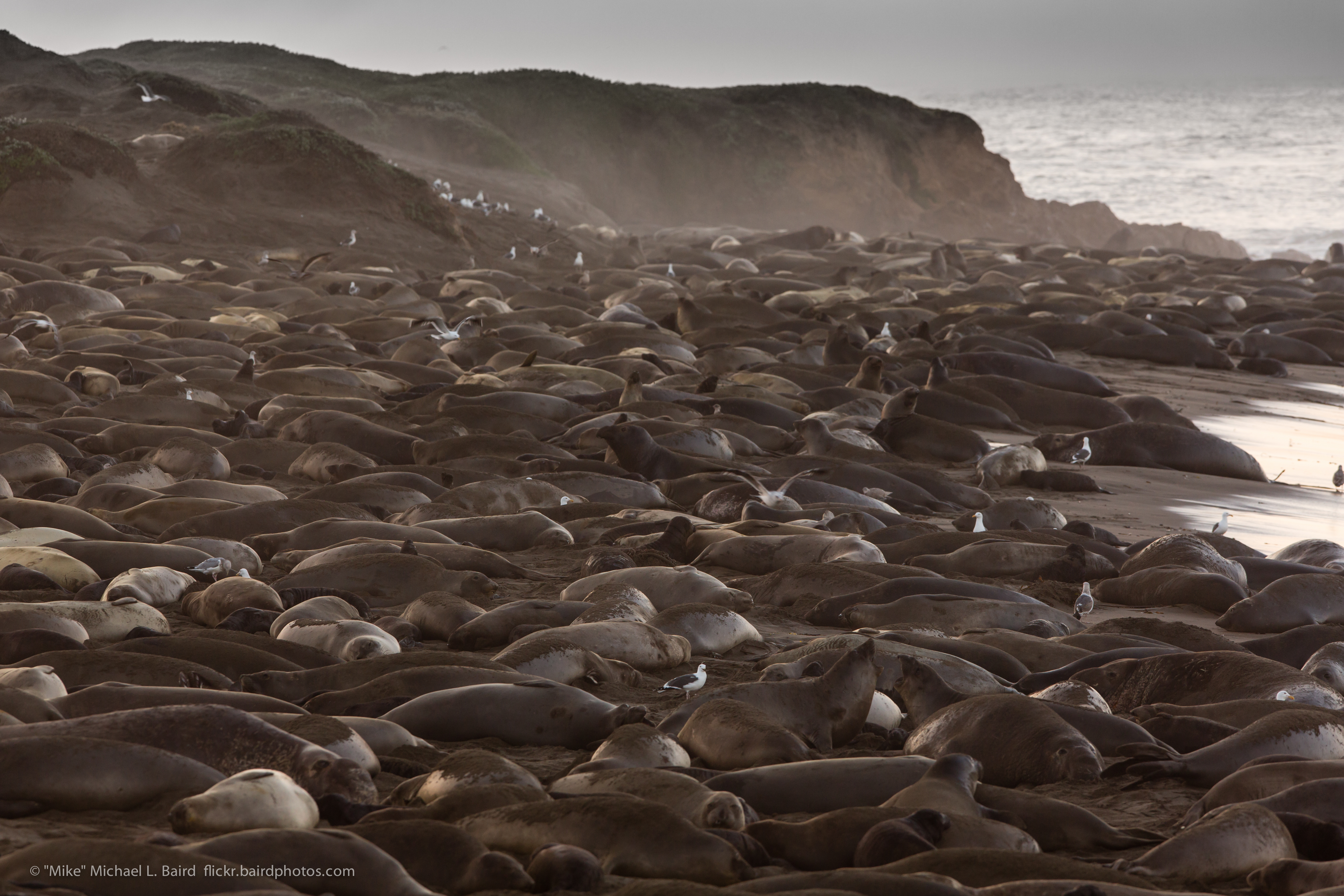
Im Winter finden sich Tausende der Tiere in der mit einem Sandstrand versehenen Bucht ein

Die See-Elefantenkolonie Piedras Blancas Rookery am Point Piedras Blancas liegt an der Pazifikküste am Highway 1 (hier auch Cabrillo Highway genannt) bei der Ortschaft San Simeon im San Luis Obispo County in Kalifornien. Seit Anfang der 1990er Jahre finden sich hier Nördliche See-Elefanten zur Paarungs- und Wurfzeit ein. Die nur rund zwei Kilometer vom Leuchtturm Piedras Blancas Light Station entfernt liegende Piedras Blancas Rookery ist Kaliforniens größte See-Elefantenkolonie und die größte Festlandkolonie dieser Tierart in Nordamerika. Sie ist wegen der hier gut sichtbaren Rivalenkämpfe unter den Bullen und der Geburten eine Touristenattraktion.

## Geschichte
Erstmals wurden vereinzelte See-Elefanten 1978 in der Bucht von Piedras Blancas gesichtet. Im Winter 1990 erreichten etwa 20 Tiere die Bucht. Im Frühjahr des Folgejahres waren es bereits rund 400. In der Geburtssaison 1992 wurde erstmals ein Junges geboren, 1993 waren es 50, 1996 bereits 1.000; im Jahr 2007 wurden über 4.000 Geburten gezählt, was die Gesamtpopulation der Kolonie auf etwa 16.000 Tiere erhöhte.
Da einige der Tiere, die sich im Anfangsstadium hier trafen, markiert waren, gelten als Herkunftsorte vor allem die See-Elefantenkolonien auf San Miguel Island, San Nicolas Island und Año Nuevo Island. Es wird vermutet, dass die dortige Überfüllung und die damit verbundenen Schwierigkeiten bei Geburt und Aufzucht zur Gründung der neuen Kolonie führten. Es ist umstritten, ob Piedras Blancas vor der exzessiven Bejagung der See-Elefanten im 19. Jahrhundert bereits eine Kolonie war; normalerweise vermeiden See-Elefanten das Festland, weil sie hier von landlebenden Raubtieren angegriffen werden können.
Die zunehmend wachsende und bekannte Kolonie wurde Mitte der 1990er Jahre zu einer Gefährdung des Verkehrs auf dem Küsten-Highway, da Fahrzeuge beidseitig der Fahrbahn geparkt wurden und deren Insassen die Straße überquerten, Zäune überstiegen und ein Privatgrundstück der Hearst Corporation durchquerten, um die See-Elefanten beobachten zu können. Nach einem Grundstückstausch zwischen dem Bundesstaat und der Corporation, konnte zwischen Highway und Strand ein Parkplatz für schaulustige Autofahrer gebaut und ein offizieller Aussichtspunkt geschaffen werden. Ein Bretterweg wurde gelegt und Zaunanlagen, Hinweistafeln und behindertengerechte Einrichtungen wurden von verschiedenen Behörden (California Conservation Corps, California Coastal Conservancy, California State Parks, California Department of Transportation) aufgestellt.

## Friends of the Elephant Seal
Friends of the Elephant Seal ist eine gemeinnützige Organisation, die im November 1997 gegründet wurde. Ziel der Tätigkeit der ehrenamtlichen Mitarbeiter ist die Bewahrung und der Schutz der Piedras Blancas-Kolonie sowie die Aufklärung zu See-Elefanten und dem Meeresleben. Vertreter der Organisation stehen am Aussichtsplatz zur Verfügung, um Fragen zu beantworten und die Sicherheit von Menschen und Tieren zu gewährleisten.